# 홍해성
홍해성(洪海星, 1894년 10월 13일(음력 9월 15일) ~ 1957년 12월 6일)는 일제강점기부터 활동한 대한민국의 연극인이며 근대극의 선구자이다. 본명은 홍주식(洪柱植)이다.

## 생애
경상북도 대구에서 태어났다. 계성고등학교 전신인 계성중학교를 졸업하고 1917년에 일본으로 건너가 주오 대학 법학과에 입학했다. 도쿄에서 극예술협회를 결성하고 연극 운동에 뛰어들었다. 마해송, 홍난파, 최승일 등이 회원이었다.
1921년에는 순회연극단을 조직하여 부산부를 시작으로 조선 전역을 순회하면서 연극과 음악회, 연설 등을 묶어 공연을 벌였다. 이 과정을 통해 홍해성은 연극에 투신하기로 결심하고 니혼 대학 예술과로 편입하여 졸업했다. 1924년에는 스키지소극장에 입단하여 배우 수업을 받았다.
1930년에 귀국하여 윤백남, 박승희, 김을한 등이 동인으로 포함때까지 동양극장에서 총 400편의 작품을 연출하며 큰 성공을 거두었다. 《승방비곡》, 《검사와 사형수》, 《어머니의 힘》 등이 대표적인 흥행작이다. 본격적인 전문 연출가로서 한국에 근대극을 정착시키는데 큰 역할을 담당한데 이어, 동양극장 이적 후에는 세련된 상업 연극으로 대중극의 수준을 격상시켰다는 평이 있다.
광복 후에는 1950년에 신극협의회 초대 회장으로 피선된 것과, 불교 성극을 몇 편 연출한 것 외에는 활발한 활동을 하지 않았다. 1957년에 국립극장에서 《신앙과 고향》을 연출한 것이 마지막 작품이 되었다.

## 홍해성이 등장한 작품
- 김영기 - 2001년 《동양극장》 KBS 드라마

## 참고 자료
- 강옥희, 이영미, 이순진, 이승희 (2006년 12월 15일). 《식민지시대 대중예술인 사전》. 서울: 소도. 358~362쪽쪽. ISBN 978-89-90626-26-4.